# Randersacker
Randersacker là một đô thị của huyện Lower Franconia thuộc Bayern. Với truyền thống làm rượu, đây là một trong những nơi nổi tiếng về làm rượu tại Đứ.